# Gynopeltis neavei
Gynopeltis neavei är en kackerlacksart som beskrevs av Robert Walter Campbell Shelford 1909. Gynopeltis neavei ingår i släktet Gynopeltis och familjen jättekackerlackor.
Artens utbredningsområde är Zambia. Inga underarter finns listade i Catalogue of Life.